# Zderzenie galaktyk

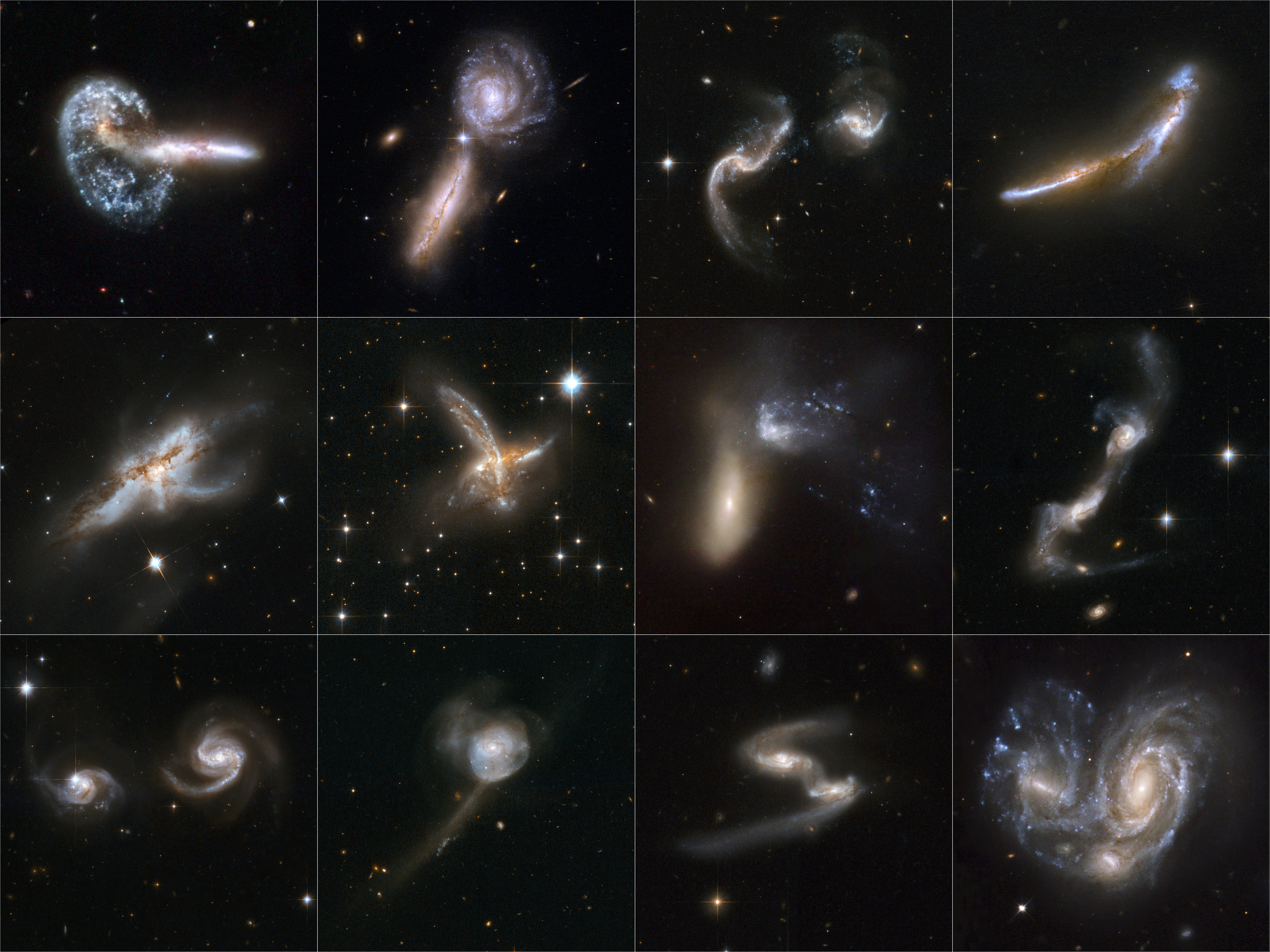
Zderzenia galaktyk

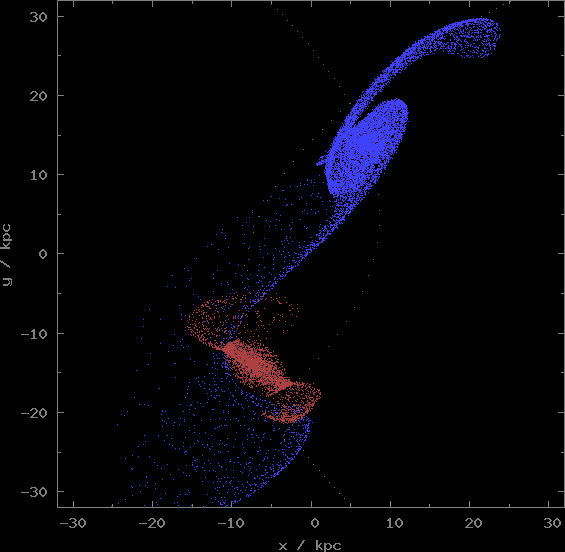
Symulacja komputerowa zderzenia galaktyk spiralnych

Zderzenie galaktyk – zjawisko astronomiczne, które zachodzi, gdy dwie lub więcej galaktyk zbliża się lub nachodzi na siebie, w wyniku czego na ciała w galaktyce działa też pole grawitacyjne innej galaktyki, zaburzając ruch ciał w galaktyce. Proces taki trwa zwykle setki milionów lat i często prowadzi do połączenia się galaktyk w jedną. 
Odległości między gwiazdami w galaktykach są znacznie większe od gwiazd, a nawet układów planetarnych wokół nich, dlatego w czasie zderzenia galaktyk dochodzi do bardzo niewielu kolizji gwiazd. Mijanie się gwiazd zaburza jednak orbity okrążających je planet, niszcząc niektóre układy planetarne. Z drugiej strony, mieszanie się obłoków międzygwiazdowych prowadzi do powstawania nowych gwiazd i układów planetarnych.
Kolizje galaktyk są powszechnym zjawiskiem w ewolucji Wszechświata. Galaktyki mają rozmiary rzędu setek tysięcy lat świetlnych, a wewnątrz grup galaktyk ich wzajemne odległości wyrażają się w milionach lat świetlnych. Najpowszechniejsze są zderzenia małych galaktyk satelitarnych z dużymi galaktykami spajającymi grawitacyjnie grupę.

## Przebieg zderzenia
Galaktyki nie są ciałami sztywnymi, a ciała niebieskie znajdujące się na ich obrzeżach są słabo związane siłami grawitacyjnymi z pozostałą częścią galaktyki. Gdy galaktyki zbliżą się do siebie, przyciąganie grawitacyjne przyciąga je ku sobie. Bliższe części galaktyk przyciągają się silniej, a dalsze słabiej. Objawia się to jako siły pływowe deformujące galaktyki; galaktyki zostają rozciągnięte, z ich zewnętrznych części tworzą się ogony pływowe.
Niekiedy zderzenie dużej galaktyki spiralnej z mniejszą może doprowadzić do powstania nietypowej galaktyki pierścieniowej, zachowującej częściowo dawną strukturę (dysk).

## „Galaktyczny kanibalizm”

Faza I – Galaktyka Wir i NGC 5195

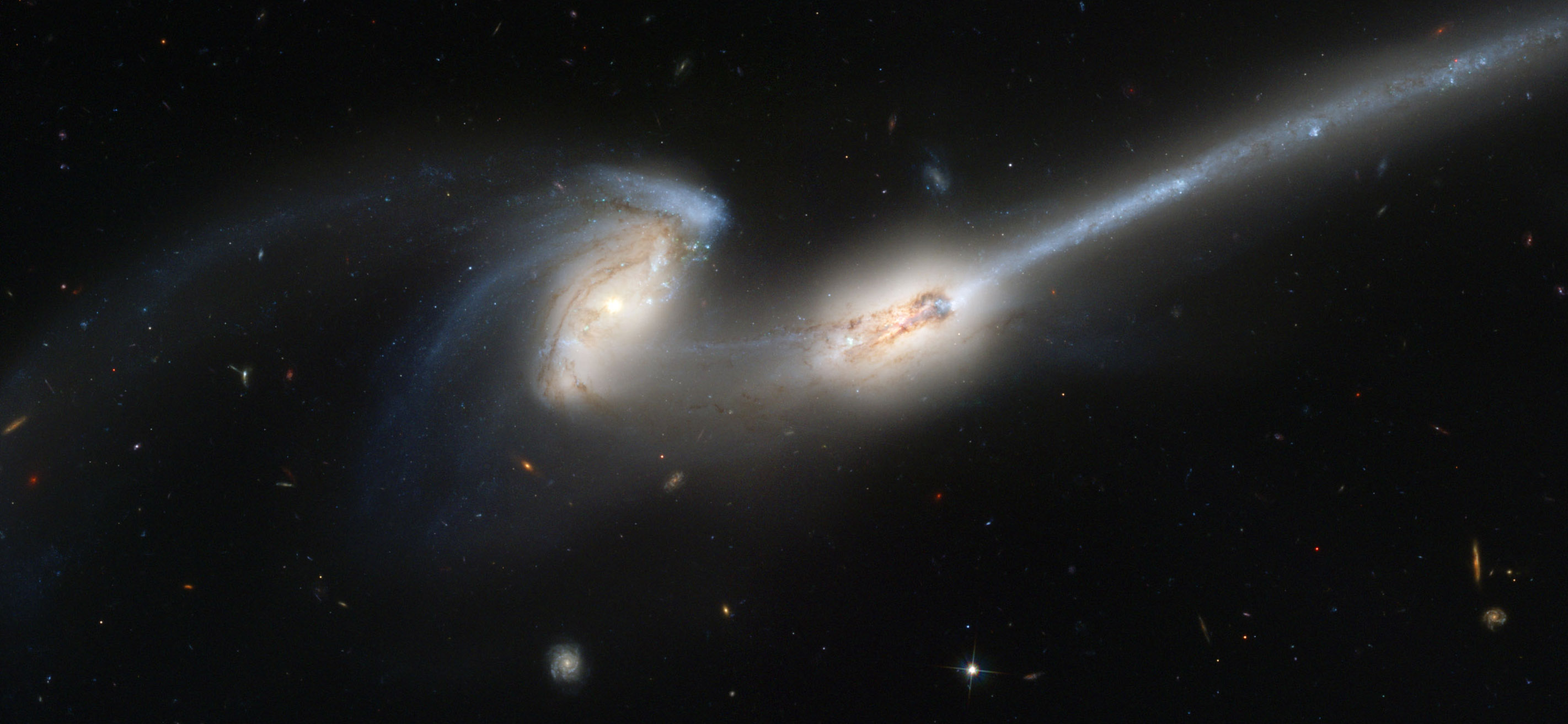
Faza II – galaktyki Myszy. Z prawej strony ogon pływowy.

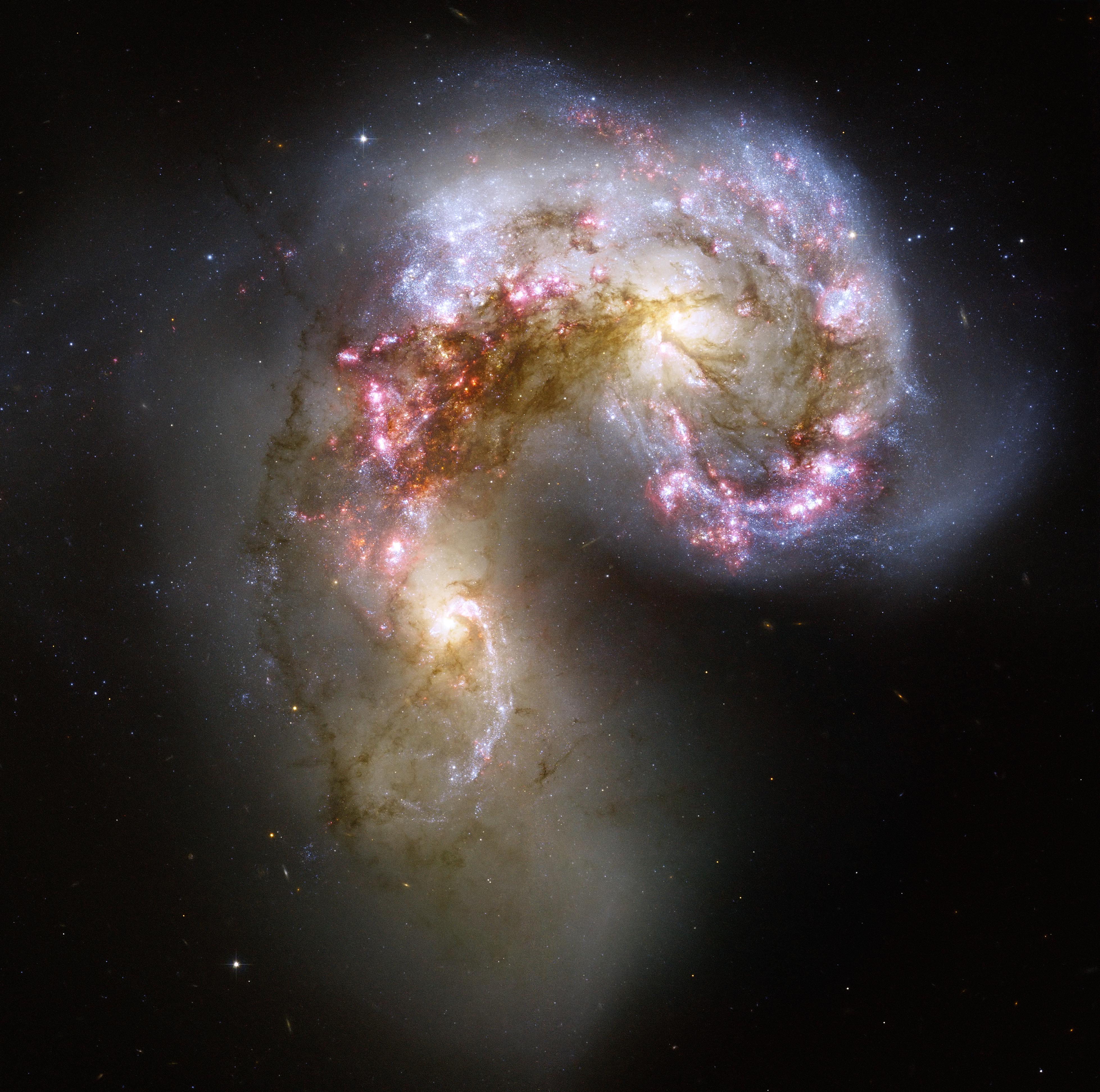
Faza III – Galaktyki Czułki.

Gdy do dużej galaktyki zbliży się mała, zostanie silnie rozciągnięta przez siły pływowe, tracąc pierwotny kształt i stając się strumieniem gwiazd. Gwiazdy w takim strumieniu, które powstawały w innych warunkach niż gwiazdy galaktyki, w której obecnie się znalazły, odróżniają się składem chemicznym lub stadium rozwoju od sąsiednich gwiazd, często też poruszają się odmiennie od nich, np. po orbitach nachylonych względem dysku galaktycznego. Cechy te umożliwiają rozpoznanie pozostałości po wchłoniętych galaktykach. 

## Fazy łączenia się galaktyk

### Faza pierwsza
Galaktyki zbliżają się do siebie, ich kształt pozostaje praktycznie niezmieniony. Przykładem tej fazy jest  Galaktyka Wir i jej mniejszy towarzysz – NGC 5195).

### Faza druga
Galaktyki przenikają się, ich kształt bardzo się zmienia; w przypadku zderzenia galaktyk spiralnych ramiona mogą przekształcić się w strumienie gwiazd rozciągających się daleko od jąder. Przykładem tej fazy zderzenia jest para galaktyk NGC 4676 A/B).

### Faza trzecia
Galaktyki mieszają się, przestaje być widoczne, które partie należą do której galaktyki. Przykładem tej fazy zderzenia są  galaktyki NGC 4038 i 4039).

## Zderzenia w historii Drogi Mlecznej

### Z mniejszymi towarzyszami
Droga Mleczna w swojej historii pochłonęła wiele mniejszych galaktyk. Śladami po takim „galaktycznym kanibalizmie” są strumienie i grupy gwiazd, poruszające się wspólnie po orbitach odmiennych od większości gwiazd Galaktyki. Takimi małymi satelitami, które są aktualnie pochłaniane przez Drogę Mleczną, są niedawno odkryte nieregularne galaktyki karłowate w Strzelcu (SagDIG) i Wielkim Psie. Podobny los spotka w przyszłości prawdopodobnie również Obłoki Magellana; część gazu (neutralnego wodoru) z tych galaktyk już teraz tworzy długi Strumień Magellaniczny, łączący je z Drogą Mleczną.

### Przyszłe zderzenie z galaktyką Andromedy
Przypuszcza się, że za około 4,5 miliarda lat Drogę Mleczną czeka kolizja z większą Galaktyką Andromedy (M31). Nawet jeśli nie dojdzie do zderzenia centralnego, już pierwsze bliskie przejście dwóch tak wielkich obiektów zaburzy ich kształt, a ostatecznie, po kolejnych ok. trzech miliardach lat, galaktyki zleją się w jedną galaktykę eliptyczną. Zbliżenie galaktyk zapoczątkuje intensywne procesy gwiazdotwórcze, wskutek zagęszczenia lub wręcz zderzenia obłoków międzygwiazdowych.
Przez lata głównym problemem w opracowaniu scenariuszy zderzenia była nieznana prędkość tangencjalna M31, czyli składowa prędkości styczna do sfery niebieskiej – istniała możliwość, że obie galaktyki mogą się minąć. Wyniki obserwacji Kosmicznego Teleskopu Hubble’a opublikowane w maju 2012 roku wskazują, że galaktyki zderzą się.